# عشاق على الطريق (فلم)
عشاق على الطريق فيلم سينمائي سوري ماخود عن مسرحية ليونارد فرانك من إنتاج العام 1977.

## قصة الفيلم
رجل يقيم في بيت صغير مع زوجتة الشابة التي تصغرة كثيرا، يعمل في تصليح السيارات، تقع الزوجة في غرام شاب بينما يفشل الزوج في تلبية رغبات الزوجة ماديا وجسديا، تنقلب سيارة علي الطريق بسبب المسامير التي يضعها الزوج في طريق السيارات بهدف أن تتلف فيصلحها، تموت طفلة مما يدفع الشرطة إلي التحقيق والقبض علي الزوج.

## فريق العمل[4]
سيناريو وحوار: فيصل الياسري
إخراج: فيصل الياسري
إنتاج: طارق فيلم (مروان زركي وشركاؤة)
توزيع: بهجت الخوري
مخرج مساعد: محمد الشليان، بانه باتع
مدير التصوير: جورج لطفي الخوري
مدير الإنتاج: أحمد فرهود
إضاءة: علاء الدين حلاق
ديكور: بشير بكر
مونتاج: هيثم قوتلي
موسيقى: منير بشير

## بطولة
- حبيبة
- رفيق السبيعي
- ناجي جبر
- أديب قدورة
- لينا باتع
- سليم كلاس
- صالح الحايك
- عدنان بركات
- هالة حسني
- هاني السعدي
- أحمد أيوب
- عدنان دعبول
- سمير المصري
- لوتس عبدالحميد
- محمد ظاهر